# 史密斯威森史密斯夫人系列手槍
史密斯威森史密斯夫人（英語：Smith & Wesson LadySmith）是一系列由美国槍械公司史密斯威森自20世紀初開始研製與生產的手枪。
早期型號為發射.22長彈。從1980年代開始，在略微修改為“LadySmith”的綽號以下，史密斯威森生產了多種短槍管左輪手槍和半自動手槍。其中左輪手槍可發射.32 H&R麥格農、.38 S&W特種彈和.357 S&W馬格南手枪子彈；而半自動手槍則發射9×19毫米手枪子彈。

## 歷史
多年來，史密斯威森以多種標準底把尺寸生產槍械。「M型底把」是指早期的史密斯夫人小型底把。後來史密斯夫人的小型左輪手槍是在較大的J型底把上所生產，後者是現在標準的史密斯威森小型左輪手槍。
微型的M型底把.22“拋殼式史密斯夫人（Ladysmith）左輪手槍在1902年到1921年間生產，其後微型左輪手槍被改稱為LadySmith，小寫的“s”改為大寫的“S”。

## 型號
- 史密斯威森M36史密斯夫人：小型底把，5發，.38特種彈口徑左輪手槍，2英寸傳統槍管或3英寸重型槍管。可配備圓形握把，或是帶有手指凹槽的珍貴木材製成的花紋木製握把。
- 史密斯威森M60史密斯夫人（通稱：總督察特種史密斯夫人型）：全不銹鋼製，小型底把，5發，.38特種彈或.357 S&W馬格南口徑左輪手槍。[2]
- 史密斯威森M65史密斯夫人：全不銹鋼製，中型底把，6發，.357 S&W馬格南口徑左輪手槍，配有符合人體工程學的木製握把。[2]
- 史密斯威森M631史密斯夫人：全不銹鋼製，小型底把，6發，.32 H&R麥格農口徑左輪手槍。
- 史密斯威森M642史密斯夫人：小型底把，5發，.38特種彈口徑擊錘內置式（英语：Hammerless）左輪手槍，鋁製底把及不銹鋼製弹巢。
- 史密斯威森M3913史密斯夫人：緊湊型9發式9×19毫米「魯格」，鋁製底把及不銹鋼製套筒的半自動手槍。

## 雜項
M3913的史密斯夫人版本被稱為M3913LS。它裝有不銹鋼製套筒與鋁製底把。M3913LS的套筒和底把有著與標準型不同的外觀。它只可發射9×19毫米「魯格」手枪子彈。它裝有一根3.5英寸的槍管，彈匣容量可達8發。這是史密斯威森所稱為“傳統雙動操作”的第三代半自動手槍之一。這操作所指的是一種操作模式，扳機第一發的扣動行程更長、而且扣力更重，並且使得擊錘從其靜止位置轉至待擊然後釋放以撞擊撞針，藉以擊發膛室以內的彈藥。在手槍擊發其第一發以後，手槍就會處於所謂的“單動操作”狀態，這時擊錘保持待擊而且隨後的扣動扳機的行程較短和扣力較輕。套筒側邊的保險／待擊解脫桿可以降下，這將（1）安全地放下待擊狀態的擊錘，以及（b）藉由與扳機中斷連繫以及在擊錘和撞針之間旋轉擋塊以防止手槍的擊發。撞針檔塊是在待擊解脫桿的聯動以下放下擊錘，儘管有點令人不安。最初的M3913受到執法人員所歡迎，他們需要隱藏他倆的主要佩槍。史密斯夫人非常扁平，因為它以單非彈匣所供彈，只在左側裝有拇指操作式保險，而M3913NL型以上則是兩側靈巧的保險。

## 資料來源
1. 1 2 3  Boorman, Dean K. . Globe Pequot Press. 2002: 44–46, 87  [2019-06-12]. ISBN 978-1-58574-721-4. （原始内容存档于2013-12-05）.
2. 1 2  Hartink, A.E. . Edison, New Jersey: Chartwell Books. 2003: 225–230. ISBN 978-0-7858-1871-7.

## 外部連結
- （英文）—Smith & Wesson homepage （页面存档备份，存于）
  - Model 60 LS Ladysmith™: 2.125” barrel, stainless steel frame, barrel, and cylinder （页面存档备份，存于）
  - Model 65LS (Ladysmith): .357 Magnum, 6-round cylinder, stainless steel（页面存档备份，存于）
  - Model 642 LS Ladysmith™: .38 S&W SPECIAL +P caliber, stainless steel （页面存档备份，存于）
  - Model 3913LS (Ladysmith): 3.5 in. barrel, 9 mm caliber, aluminum alloy（页面存档备份，存于）
- （简体中文）—D Boy Gun World（槍炮世界）—Model 3913 半自动手枪 （页面存档备份，存于）